# Zzacotturtaic
Zzacotturtaic è un album di Tullio De Piscopo, pubblicato nel 1995.

## Tracce
1. Ciapa ciapa al maruchein – 3:58
2. Statt'allero – 3:52
3. Uh anema – 4:14
4. Zzacotturtaic (do re mi) – 5:12
5. Melodic Drum (strumentale) – 5:19
6. La commedia di vina – 4:11
7. G7 (Ratece 'e sorde) – 4:06
8. Nuoce gravemente alla salute – 3:53
9. Napoli vola – 3:31
10. Tutto lo stadio – 3:37
11. Ora navigare – 4:43
12. My Reflections (strumentale) – 5:56

Durata totale: 52:32

## Curiosità
- Il brano Tutto lo stadio è usato come sigla della trasmissione Stadio Sprint, andata in onda prima su Rai 3 e poi su Rai 2 e condotta all'inizio da Gianfranco De Laurentiis, poi da Giorgio Martino e infine da Enrico Varriale.
- Il titolo dell'album se letto al contrario diventa una parolaccia in dialetto napoletano.
- Nelle tracce 3 Uh anema e 4 Zzaccoturtaic (do re mi) è presente il tenore Stefano Secco in qualità di solista